# Teresa Valero Sánchez
Teresa Valero Sánchez (23 de juliol de 1969, Madrid) és una autora i animadora de còmics espanyola. Compta en el seu haver una nominació als Premi Eisner pel còmic digital Gentlemind (2021)', publicat posteriorment per l'editorial Norma. La seva obra s'ha publicat sobretot al mercat francès.

## Biografia
Nascuda el 1969 a Madrid, Teresa Valero va treballar durant diversos anys com a secretària de producció en un estudi d'animació, fins que el 1996 va cofundar el seu propi estudi, anomenat Tridente Animación, juntament amb Juan Díaz Canales, Angel Martin i Juan Carlos Moreno.
El 2007 va començar la seva carrera en el món del còmic, publicant al mercat francès com a guionista de la sèrie Sorcelleries, dibuixada per Juanjo Guarnido i publicada per Dargaud entre 2008 i 2012.Aquesta historieta infantil tracta sobre tres bruixes que, per error, reben un nadó de fada. Valero també és guionista de la sèrie Curiosity Shop (Glénat), dibuixada per Montse Martín, de la qual entre 2011 i 2013 van aparèixer tres volums. El 2013 va debutar com a il·lustradora amb We are family, a partir d'un guió de Marie Pavlenko, per a l'editorial Delcourt. Aquest treball va rebre el premi "primera bombolla 2013» al Festival de Còmic d'Angers.
Teresa Valero es va unir llavors amb Juan Díaz Canales per escriure el guió del díptic Gentlemind, dibuixat per l'italià Antonio Lapone, per a l'editorial Dargaud. Els volums es publiquen el 2020 i el 2022 i la narració se centra en l'ascens d'una dona a la premsa als Estats Units als anys quaranta.
El 2021, Valero va signar el seu primer treball com a autora completa amb Contrapaso : Les enfants des autres. El còmic fou publicat per Dupuis a França i Bèlgica, i seguidament per Norma a Espanya. La història té com a protagonista a Émilio Sanz, un periodista responsable de l'actualitat a la ciutat de Madrid de l'any 1956, sota la dictadura franquista. Aquest primer volum va tenir una gran acollida per part de la crítica i li va valer a l'autora nombroses nominacions i premis. Entre d'altres, Contrapaso : Les enfants des autres va obtenir el premi Mor Vran BD del Festival francès Goéland Masqué de literatura políciaca i novel·la negre i el premi BD Hors les Murs 2022.
El 2023 Valero va formar part de jurat del 41 Comic Barcelona.

## Premis i reconeixements
Contrapaso. Los hijos de los otros
- 2021 - XXI Edició dels Premis de la Crítica de Dolmen Editorial:
  - Nominació a la categoria de "millor dibuixant nacional".[20]
  - Nominació a la catetoria de "millor guionista nacional".[20]
  - Guanyadora a la catetoria de "millor obra nacional".[20]

- 2022 - Guanyadora del premi Mor Vran BD del Festival francès Goéland Masqué de literatura políciaca i novel·la negre.
- 2022 - Guanyadora del premi Euskadi de Plata de l'Associació de Llibreries de Gipuzkoa a la categoria "Còmic i Llibre il·lustrat".[21]

- 2022 - Nominació a la categoria de millor obra nacional del 40 Comic Barcelona.
- 2022 - Guanyadora del premi BD Hors les Murs 2022 de Normandia.

Altres
- 2014 - XIV Edició dels Premis de la Crítica de Dolmen Editorial. Nominació a la catetoria "millor guionista nacional" per Curiosity Shop.[22]
- 2021 - Premis Eisner. Nominació a la categoria "Millor còmic digital" per Gentlemind, juntament amb Juan Díaz Canales i Antonio Lapone.[1]

## Obres

#### En francès
- Sorcelleries (guió), dibuix de Juanjo Guarnido, Dargaud

1. Le ballet des mémés, 2008 (ISBN 9782205060058)
2. Que la lumière soit fête !, 2008 (ISBN 9782205061895)
3. Les jeux sont fées ! , 2012 (ISBN 9782205063004)
4. Hors-série : Le ballet des mémés, 2008 (ISBN 2916328114)

- Curiosity Shop (guió), dibuix de Montse Martín, Glénat

1. 1914 - Le Réveil, 2011 (ISBN 9782723472807)
2. 1915 – Au-dessus de la mêlée, 2012 (ISBN 9782723485708)
3. 1915 - Le Moratoire,[23] 2013 (ISBN 9782723492867)

- We are family (dibuix), guió de Marie Pavlenko, Delcourt

1. Il était deux petits hommes, 2013 (ISBN 9782756033587)

- Gentlemind, coescrita amb Juan Díaz Canales, dibuix d' Antonio Lapone, Dargaud

1. Épisode 1, 2020 (ISBN 9782205076370)
2. Épisode 2, 2022 (ISBN 9782205087246)

- Contrapaso (guió i dibuix), Dupuis

1. Les enfants des autres,[24] 2021 (ISBN 9791034731411)

#### En espanyol
- Brujeando, amb dibuixos de Juanjo Guarnido, Astronave, 1985
- Contrapaso: Los hijos de los otros, Norma Editorial

1. Los Hijos de Los Otros, 2021 (ISBN 9788467944587)

- Gentlemind, disseny de Teresa Valero i Juan Díaz Canals i il·lustracions d' Antonio Lapone, Norma Editorial, 2022